# Бланкензее (Юкер-Рандов)
Бланкензее (нім. Blankensee) — громада в Німеччині, розташована в землі Мекленбург-Передня Померанія. Входить до складу району Передня Померанія-Грайфсвальд. Складова частина об'єднання громад Лекніц-Пенкун.
Площа — 34,21 км2. Населення становить 551 ос. (станом на 31 грудня 2020).